# Armored Core 2: Another Age
Armored Core 2: Another Age es un videojuego mecha de la serie Armored Core.

## Trama
Cinco años después del golpe intentan el plomo por Leos Klein las luchas de gobierno de la Tierra para realizar uno de sus objetivos originales, el traslado de la gente de las ciudades subterráneas a la superficie de la Tierra. Estos proyectos son sin esperanzas retrasados porque el gobierno ha tenido que cambiar su foco del restablecimiento a la concentración militar. Un movimiento necesario en los ojos del gobierno, tenía que guardar tanto corporaciones como la situación en Marte en el control. Después de afrontar varios reveses, las corporaciones que una vez dominaron en Marte están en posiciones de la influencia disminuida. Este no se sienta bien con ellos y cada uno reconstruye en secreto sus ejércitos personales a fin de competir con el crecimiento del gobierno podría. Las relaciones tensas entre las corporaciones y gobierno están en un punto de ruptura. Con todos los esfuerzos del gobierno actualmente enfocados en otra parte, el resentimiento hacia la institución del pueblo general es en todo un tiempo alto. Cansado de ser descuidado, la gente que vive en las ciudades subterráneas ha tomado asuntos en sus propias manos y los incidentes de la rebelión armada son un acontecimiento diario.

## Fondo
- La Matriz de Zio - Después de tentativa de golpe fracasada (porque Zio esperó reforzar su base de operaciones explotando la tecnología de Desorden), la casa matriz esquivó la mayor parte de repercusiones por discretamente transfiriendo la culpa a su división de Marte, afirmando que esto actuó solo. Incluso tan, la Matriz de Zio ahora toca una línea fina con la punta del pie con el gobierno y es más circunspecta en su trato.

- Emeraude- Después de un choque supremo con el LCC en Marte, la posición de Emeraude ha sido considerablemente debilitada. En una oferta de combatir el aumento del gobierno influyen y recobran la tierra perdida, Emeraude activamente persigue la confrontación y es el elemento corporativo más volátil.

- Balena - debido al Frighteners sobrepasar sus autoridades, Balena y los esfuerzos del LCC para reorganizar la estructura de poder en Marte fallado. Los lazos de Balena tanto con Zio como con Emeraude son casi cortados, ahora que la participación de la compañía con el gobierno es el conocimiento público. Balena sigue proporcionando la ayuda al gobierno, pero esto también apoya en secreto el grupo de rebelde de Indies.

- La Concordia de Nervios- la Concordia de Nervios sigue su papel tanto como operador de Arena como intermediario imparcial entre las corporaciones y Cuervos. Aunque apartadero sin uno, la función de la Concordia de Nervios perpetúe rivalidades corporativas.

- El Gobierno de la Tierra - Bajo el lema "la Unión Central de la Tierra", es el gobierno de la Tierra exactamente lo que su nombre lo sugiere es; un cuerpo gubernamental singular que sirve el planeta entero. Después del final del Armored Core de la era subterránea y la perdición de las corporaciones Basadas en la tierra el gobierno se reconstruyó en el cuerpo dirigente que era antes "de la Gran Destrucción". El gobierno confía principalmente en poderes como las Oficinas de Control y el LCC para gobernar en la localidad mientras esto se concentra en el rescate ambiental y la repoblación de la superficie de la Tierra. Siendo Armored Core 2 por la Frighteners, el gobierno se ha hecho poco dispuesto a emplear a Cuervos a menos que las circunstancias sean extremas y a Cuervos no les permiten entrar en la Tierra Central, la capital de Tierra.

- Oficinas de Control (BOC) - juego de cuerpos Administrativo en lugar por el gobierno. El BOC'S existe en todas las ciudades de la Tierra principales y es tasked con la supervisión de desarrollo, regulación de actividad corporativa, y mantenimiento de la orden en sus ciudades respectivas y las áreas circundantes. Los nombres de oficina indican su área de jurisdicción, por ejemplo, Neo-Oficina de Isaac del Control.

- Indies - un grupo de rebelde grande, bien financiado que conspira tanto contra el gobierno como contra corporaciones en una oferta de derrocarlos y establecer un nuevo organismo rector. Sus filas consisten principalmente en el pobre y privado del derecho al voto, pero varios Cuervos han tomado la causa también.

## Serie de videojuegos
| Nombre                          | Año  |  |
| ------------------------------- | ---- |  |
| Amored Core                     | 1997 |  |
| Armored Core: Project Phantasma | 1997 |  |
| Armored Core: Master of Arena   | 1999 |  |
| Armored Core 2                  | 2000 |  |
| Armored Core 2: Another Age     | 2001 |  |
| Armored Core 3                  | 2002 |  |
| Silent Line: Armored Core       | 2003 |  |
| Armored Core: Nexus             | 2004 |  |
| Armored Core: Nine Breaker      | 2004 |  |
| Armored Core: Formula Front     | 2004 |  |
| Armored Core: Last Raven        | 2005 |  |
| Armored Core 4                  | 2006 |  |
| Armored Core: for Answer        | 2008 |  |

- Datos: Q2451303